# Progressive Corporation
Progressive Corporation — американська страхова компанія, одна з найбільших постачальників автострахування в США.

## Історія
Компанію створено 1937 року Джозефом Льюїсом та Джеком Гріном як Progressive Insurance Company. З 1956 року компанія страхувала ризикованих водіїв. 1965 року Пітер Б. Льюїс, син Джозефа Льюїса, і його мати отримали $2,5 млн кредиту, заклавши свою контрольну частку як заставу, і завершили викуп Progressive. 1987 року сума премій компанії перевищила $1 млод. 2016 року — $20 млрд.
Компанія має функціонал купівлі страхування на сайті.

## Діяльність
Progressive — один з найбільших автостраховиків в США із понад 13 млн полісів, поряд з State Farm, Allstate, GEICO, Nationwide Mutual Insurance Company, Farmers Insurance Group і USAA. Агентство Progressive продає страховку через більш ніж 30 тис. страхових агентств і на сайті progressiveagent.com.
У грудні 2009 року Progressive оголосила про продаж автострахування в Австралії. Спочатку компанія називалася Progressive Direct, 2011 року була перейменована на Progressive, 2019 року була перейменована на PD Insurance.

## Структура
- Сегмент Personal Lines займається страхуванням приватних легкових автомобілів, мотоциклів, човнів і транспортних засобів для відпочинку як через незалежні агентства, так і через прямі канали.
- У сегменті комерційних автомобілів оформлюється страхування основної відповідальності і страхування фізичного збитку для автомобілів і вантажівок, що належать компаніям, в основному через канали незалежних агентств.
- Сегмент Other-indemnity забезпечує страхування професійної відповідальності місцевих банків, в основному директорів і співробітників. Він також надає послуги, пов'язані зі страхуванням, в першу чергу надаючи послуги з оформлення полісів і врегулювання претензій в 25 штатах за процедурами/планами комерційного автострахування. У 2011 році компанія зайняла 164 місце в рейтингу Fortune 500.

## Маркетинг та операції
У вересні 2007 року Progressive почала пропонувати страхове покриття Pet Injury, яке забезпечує страхування собак і котів, які отримали травму в результаті аварії.
Транспортні засоби негайного реагування (IRVs), що використовуються Progressive, являють собою спеціально модифіковані Ford Explorer і Ford Escape.